# Samuel Coster

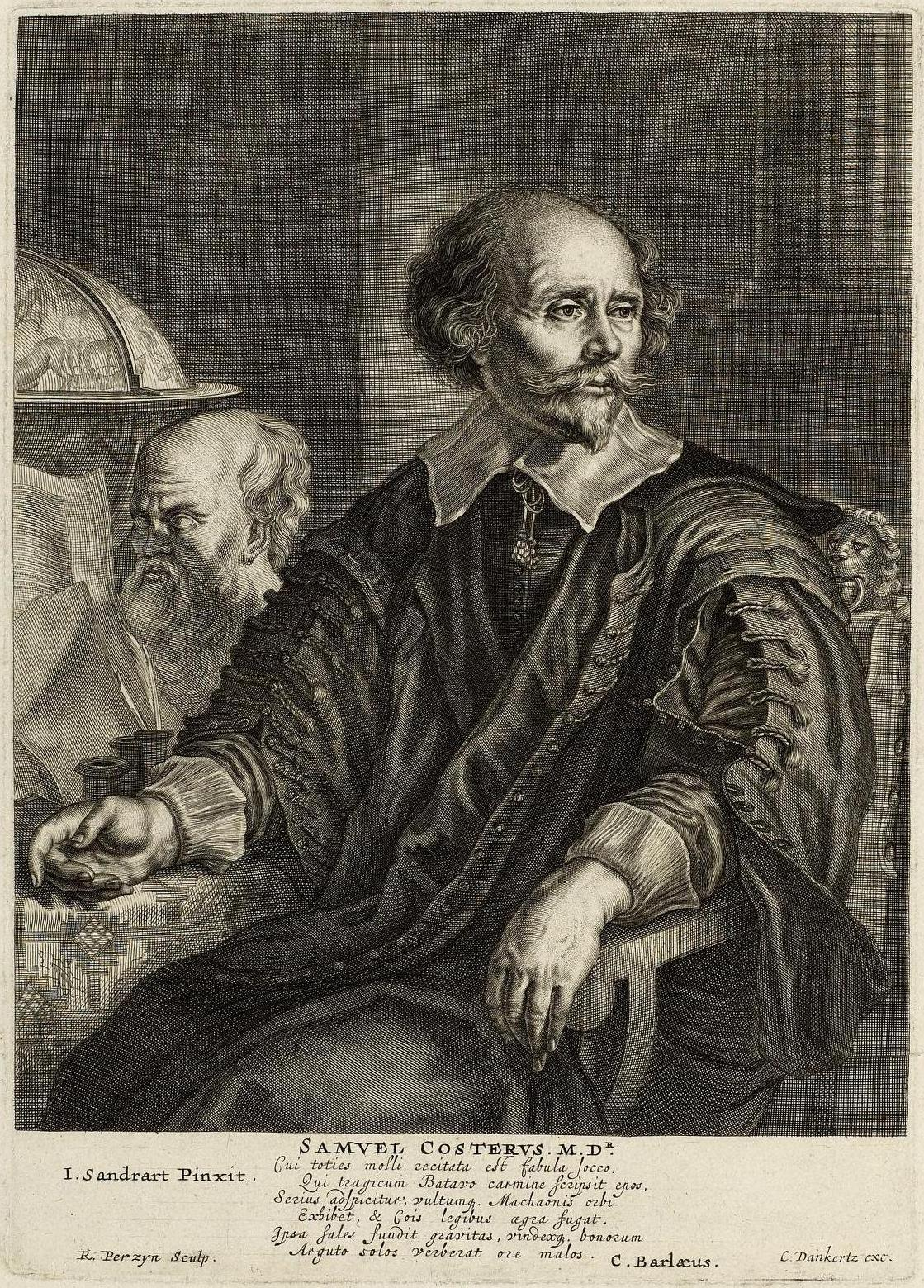
Samuel Coster.

Samuel Coster, född den 16 september 1579 i Amsterdam, död där 1665, var en nederländsk författare.
Coster blev student vid Leidens universitet 1607 och var därefter läkare i Amsterdam. Han tillhörde tillsammans med Pieter Corneliszoon Hooft och Gerbrand Adriaensz. Bredero det litterära sällskapet In liefde bloeyende i Amsterdam, där Costers dråpliga lustspel Teeuwis de boer (1612) uppfördes. Coster stiftade den första holländska diktarakademin i Amsterdam, som invigdes 1617 och i vilken bland annat uppfördes Costers dramer Iphigenia (1617) och Polyxena (1619) med flera. I sina pjäser förde Coster den fria humanistiska forskningens talan mot ortodoxin i Leiden.